# Salitre (Costa Rica)
El Territorio Indígena de Salitre es uno de los cuatro territorios indígenas bribris de Costa Rica. Se localiza en el cantón de Buenos Aires, provincia de Puntarenas. Sus principales comunidades son Sipar, Palmital, Río Azul, Yeri, Santa Candelaria, Salitre Centro, Puente y Alto Calderón.  Su extensión es de extensión total de 11,700 hectáreas y su población es de aproximadamente 1285 personas. Limita con el también bribri Territorio Indígena de Cabagra y el cabécar de Ujarrás, el pueblo de Olán, con los territorios indígenas de  Cabagra y Ujarrás y con la empresa piñera Pindeco. Su representante es la Asociación de Desarrollo Integral Indígena de Salitre.
Las lenguas habladas son el español y la lengua autóctona bribri, la cual se ha estado perdiendo. La región presenta un pésimo estado de caminos, falta de puentes, falta de transporte público, falte de electricidad y de teléfono público en ciertas comunidades, pérdida aguda y progresiva de las tierras, deforestación, contaminación de ríos y nacientes y desempleo.
Las disputas por tierras entre los pobladores indígenas y no indígenas ha llevado a un violento enfrentamiento étnico que no ha sido resuelto. La Asociación de Desarrollo junto a la Iglesia Luterana de Costa Rica lograron ganar una demanda interpuesta contra propietarios no indígenas de la zona que demuestra la ilegalidad de la compra de terrenos indígenas, algo prohibido por la Ley Indígena de 1977.

## Demografía
Para el censo de 2011, este territorio tiene una población total de 1807 habitantes, de los cuales 1588 habitantes (87,88%) son autoidentificados cómo de etnia indígena.

## Incendios forestales y variables geográficas en la zona de amortiguamiento del Parque Internacional La Amistad, Costa Rica: Un Caso de Estudio[4]
[editar código · editar]
Los incendios forestales tienen un impacto significativo en los ecosistemas, alterando la vegetación, los ciclos de carbono y los patrones climáticos. La zona de amortiguamiento del Parque Internacional La Amistad, Reserva de Biosfera de la UNESCO y Patrimonio de la Humanidad, enfrenta incendios forestales recurrentes que no han sido estudiados a fondo. Una investigación reciente publicada en la prestigiosa revista científica Cuadernos de Investigación UNED, se planteó localizar los incendios históricos en la zona de amortiguamiento del Parque Internacional La Amistad, Costa Rica y evaluar su relación con variables geográficas, analizando datos satelitales y de campo de los años 2012 a 2020. La mayoría de los incendios ocurrieron por encima de los 1600 metros. Se determinó que las pendientes pronunciadas facilitan la rápida propagación del fuego, mientras que las áreas más planas contribuyen a la acumulación de combustible. Los pastizales exacerban la gravedad y propagación del fuego, frecuentemente relacionados con la limpieza de tierras cerca de los asentamientos. Las limitaciones de acceso y las restricciones territoriales son significativas. El Territorio Indígena de Ujarrás experimentó el mayor impacto (24,617 hectáreas); los puntos calientes de incendios recurrentes afectaron a Ujarrás, con ocurrencias moderadas en los territorios indígenas de Salitre y Cabagra. Este estudio permitió concluir, además, que la tecnología satelital proporcionó datos esenciales e identificó áreas de difícil acceso afectadas por vegetación seca y actividad humana.